# Penguins of Madagascar (soundtrack)
Penguins of Madagascar: Music From The Motion Picture is de originele soundtrack van Lorne Balfe voor de film Penguins of Madagascar. Het album werd uitgebracht op 21 november 2014 door Relativity Music Group.

## Penguins of Madagascar: Music from the Motion Picture
In januari 2014 werd aangekondigd dat Balfe de muziek van de film zal componeren. Hij schreef eerder aanvullende muziek voor de vorige twee films uit de Madagascar-franchise. De partituur werd uitgevoerd door een orkest onder leiding van Gavin Greenaway en het Bratislava Symphony Choir. De opnames vonden plaats in de Air Studios in Londen, met extra opnames in de Abbey Road Studios en bij Remote Control Productions. Het nummer "Celebrate" van Pitbull, die werd afgespeeld tijdens de aftiteling, werd uitgebracht op 18 oktober 2014 en diende als single voor de film. Het nummer staat niet in de tracklijst, maar werd uitgebracht op zijn achtste studioalbum Globalization.

### Tracklijst
| Nr. | Titel                              | Duur |
| --- | ---------------------------------- | ---- |
| 1.  | The Penguins of Madagascar         | 4:10 |
| 2.  | Antarctica                         | 3:31 |
| 3.  | Demersus                           | 2:53 |
| 4.  | Sclateri                           | 3:25 |
| 5.  | Adeliae                            | 3:31 |
| 6.  | Forsteri                           | 2:52 |
| 7.  | Patagonicus                        | 3:03 |
| 8.  | Magellanicus                       | 1:24 |
| 9.  | Private’s Theme                    | 2:34 |
| 10. | Robustus                           | 3:36 |
| 11. | Eudyptula Minor                    | 1:35 |
| 12. | Chrysolophus                       | 2:51 |
| 13. | Chrysocome                         | 1:59 |
| 14. | Antipodes                          | 1:20 |
| 15. | Schlegeli                          | 2:46 |
| 16. | Mendiculus                         | 3:14 |
| 17. | Papua                              | 1:56 |
| 18. | Humboldti                          | 2:52 |
| 19. | He Is Dave (featuring Antony Genn) | 3:14 |

## Penguins of Madagascar: Black & White Christmas Album
Penguins of Madagascar: Black & White Christmas Album is het verlengde stuk bestaande uit zes kerstliedjes, uitgevoerd door de castleden, uitgebracht op 24 november 2014 door Relativity Music Group. Het album was ook opgenomen in het "speciale editie" bonusalbum met twee schijven dat op 5 december 2014 werd uitgebracht.

### Tracklijst
| Nr. | Titel                     | Duur |
| --- | ------------------------- | ---- |
| 1.  | Real Chill Christmas      | 3:04 |
| 2.  | Jingle Bells (Power Mix)  | 2:41 |
| 3.  | Stuck In The Chimney      | 2:26 |
| 4.  | 12 Days Of Missions       | 3:58 |
| 5.  | Flying Home For Christmas | 3:49 |
| 6.  | Silver Smelt              | 2:41 |